# 种植场植物园州立历史公园
种植场植物园州立历史公园（Planting Fields Arboretum State Historic Park）是一个植物园和州立公园，面积400英畝（160公頃），位于牡蛎湾镇上布鲁克维尔村。
种植场植物园原为保险和铁路大亨威廉·寇与夫人麦·寇（实业家亨利·罗杰斯的小女儿）夫妇的庄园。庄园内有67个房间的寇宅（Coe Hall），以及温室、花园等。

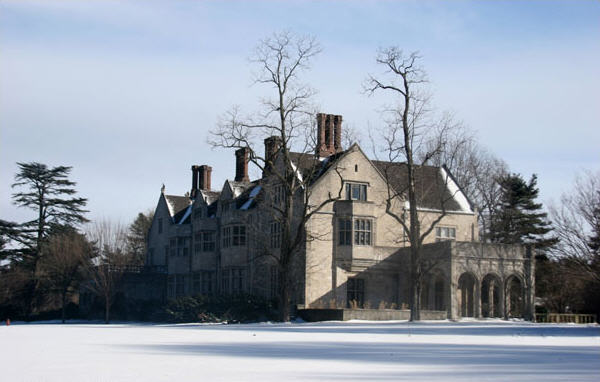
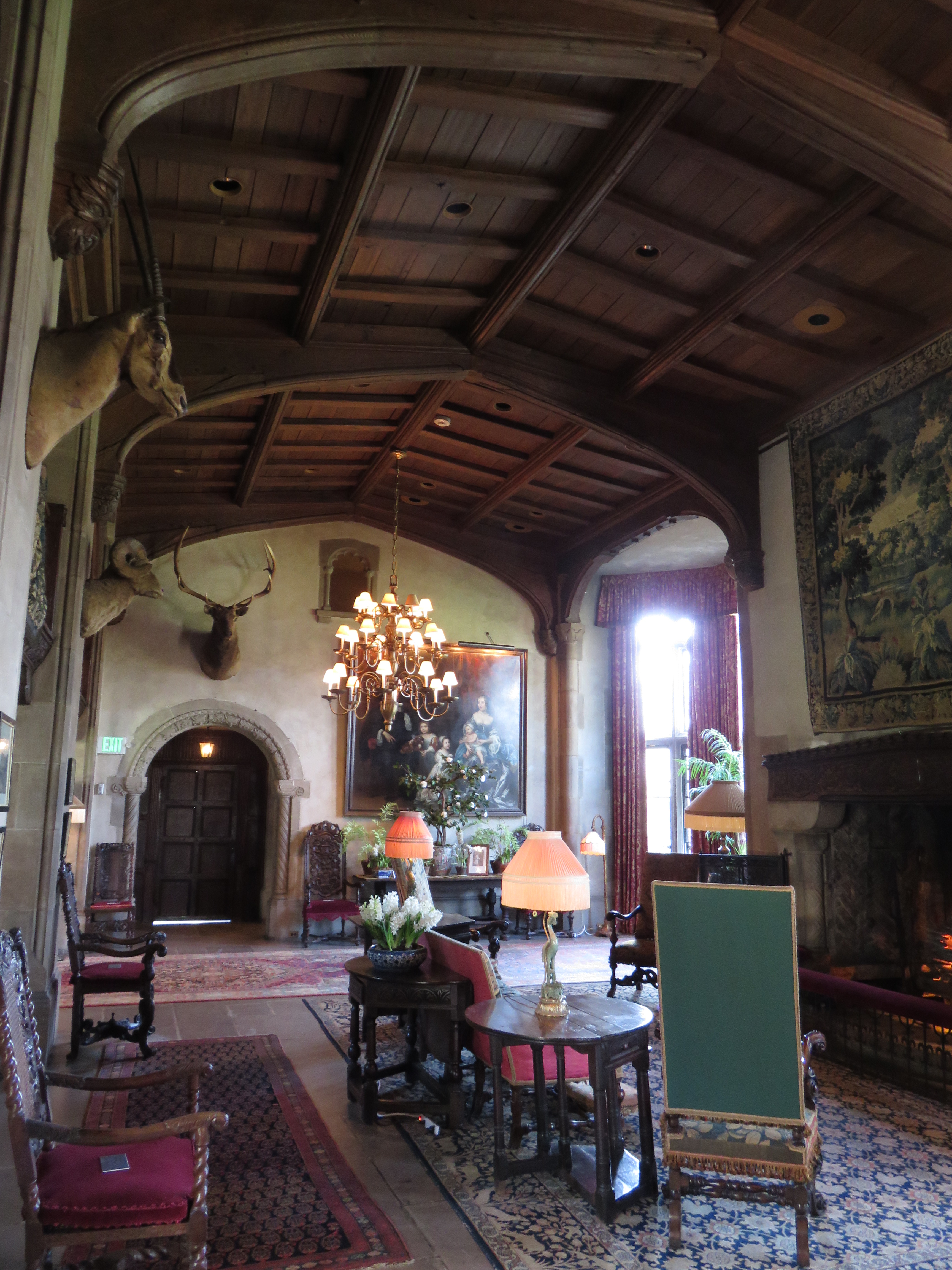
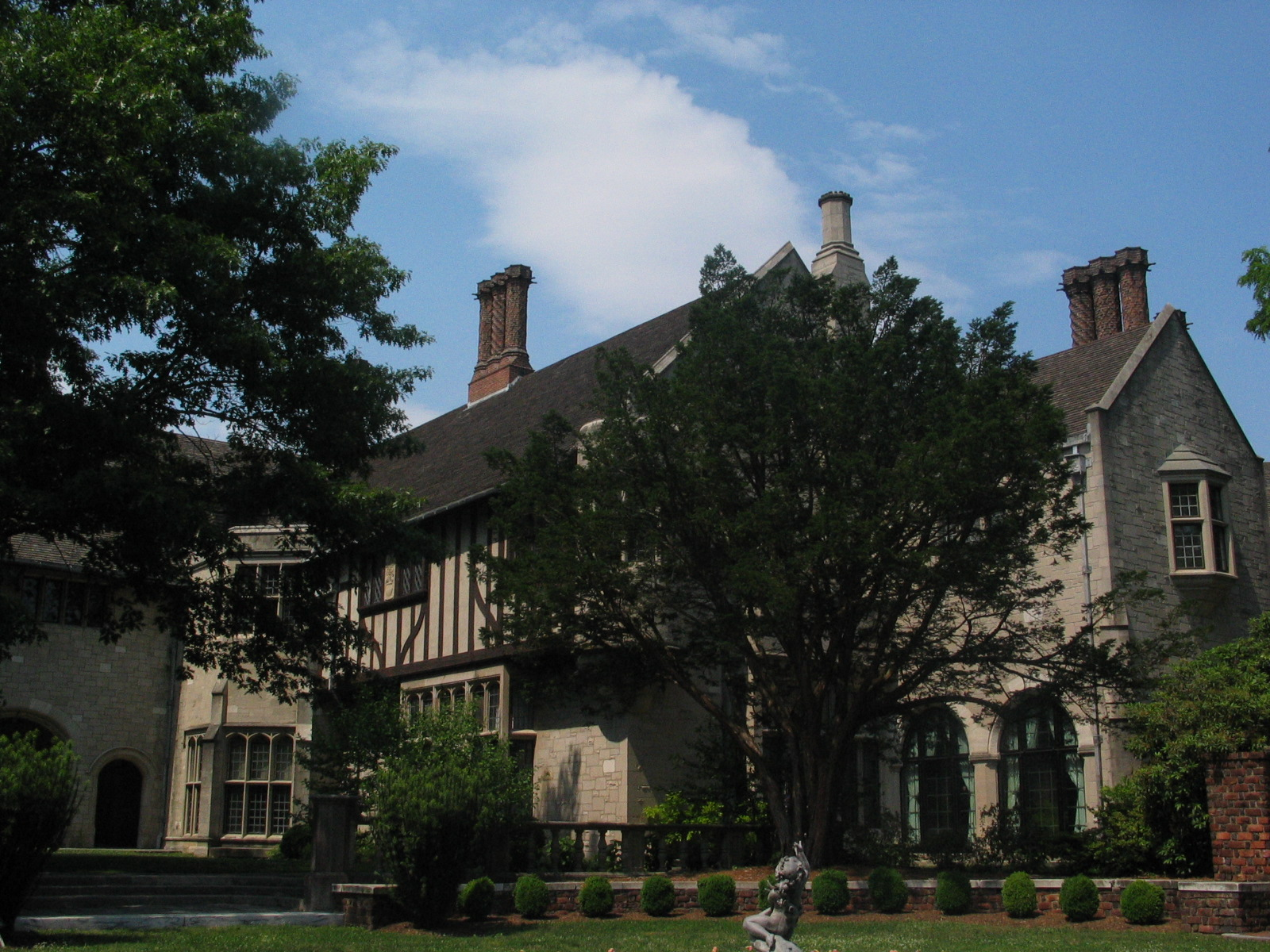
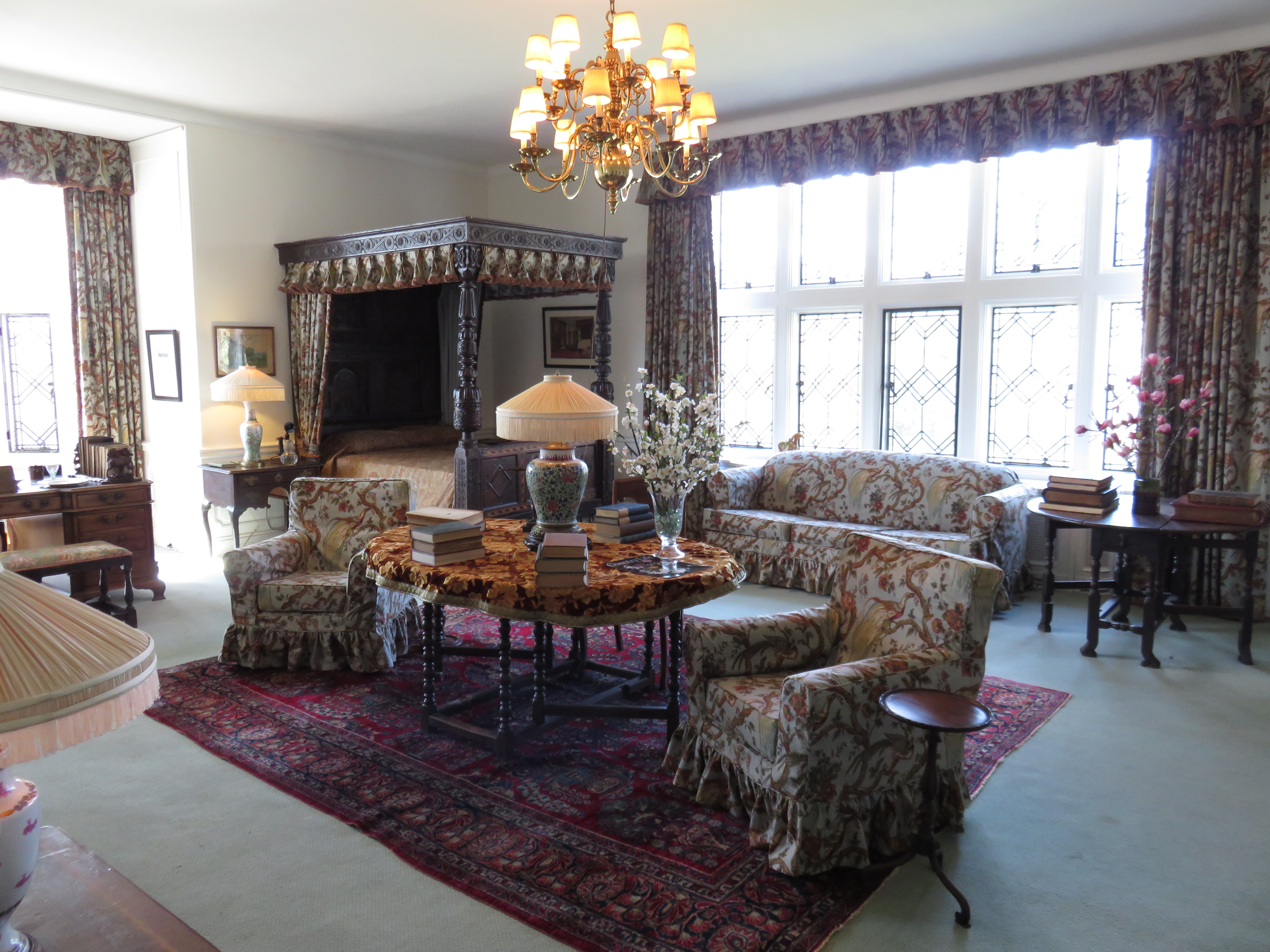
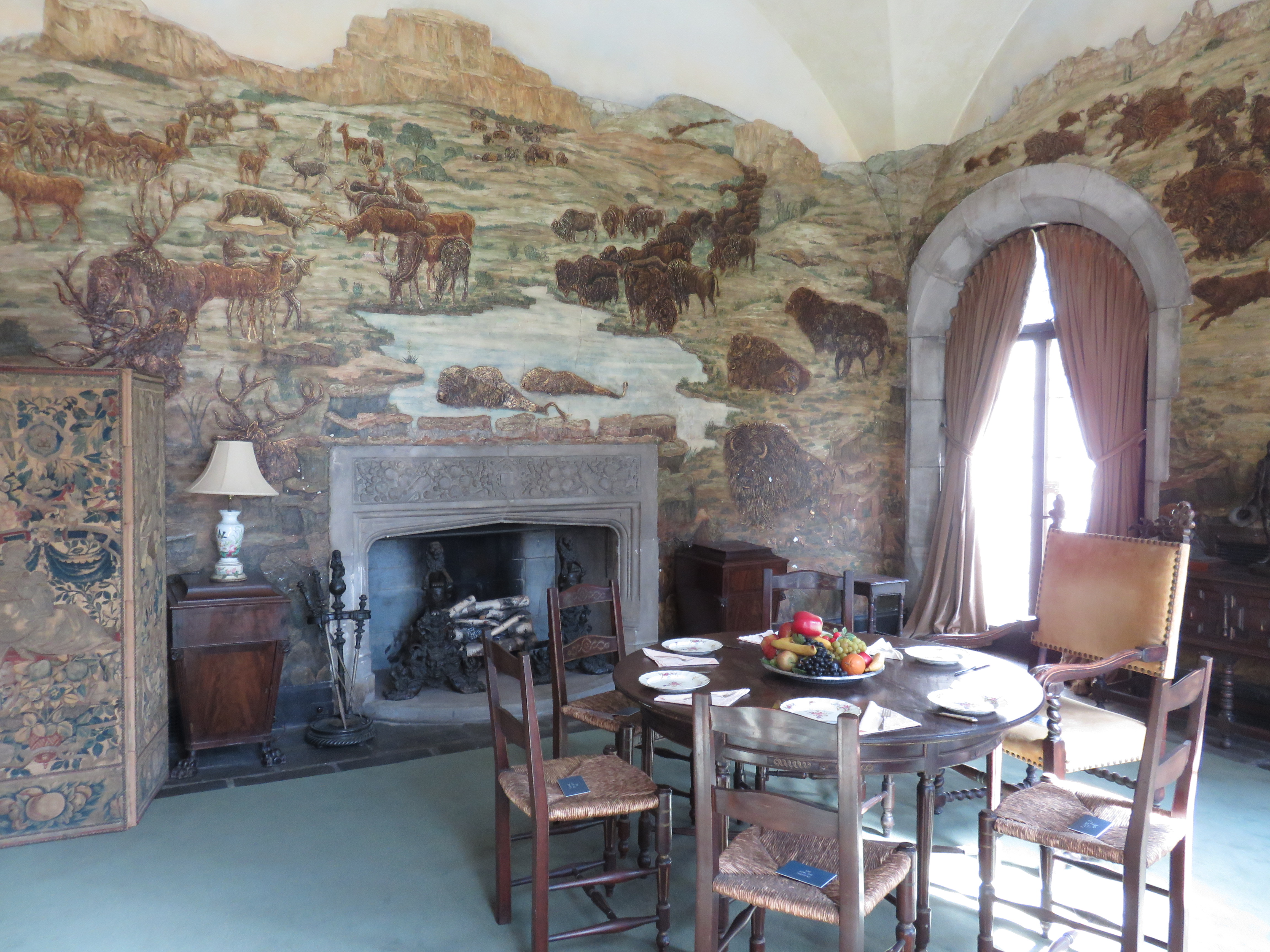
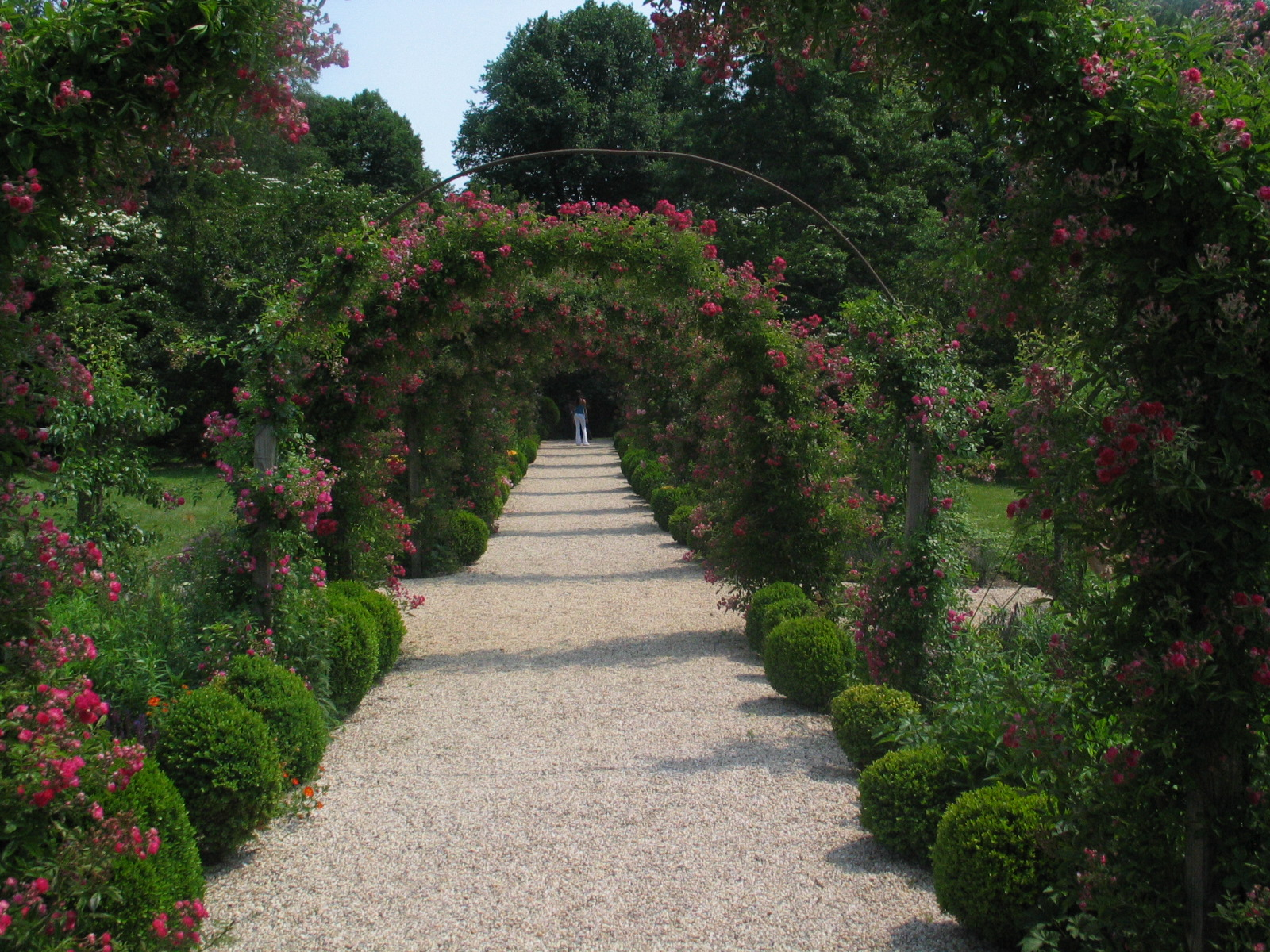
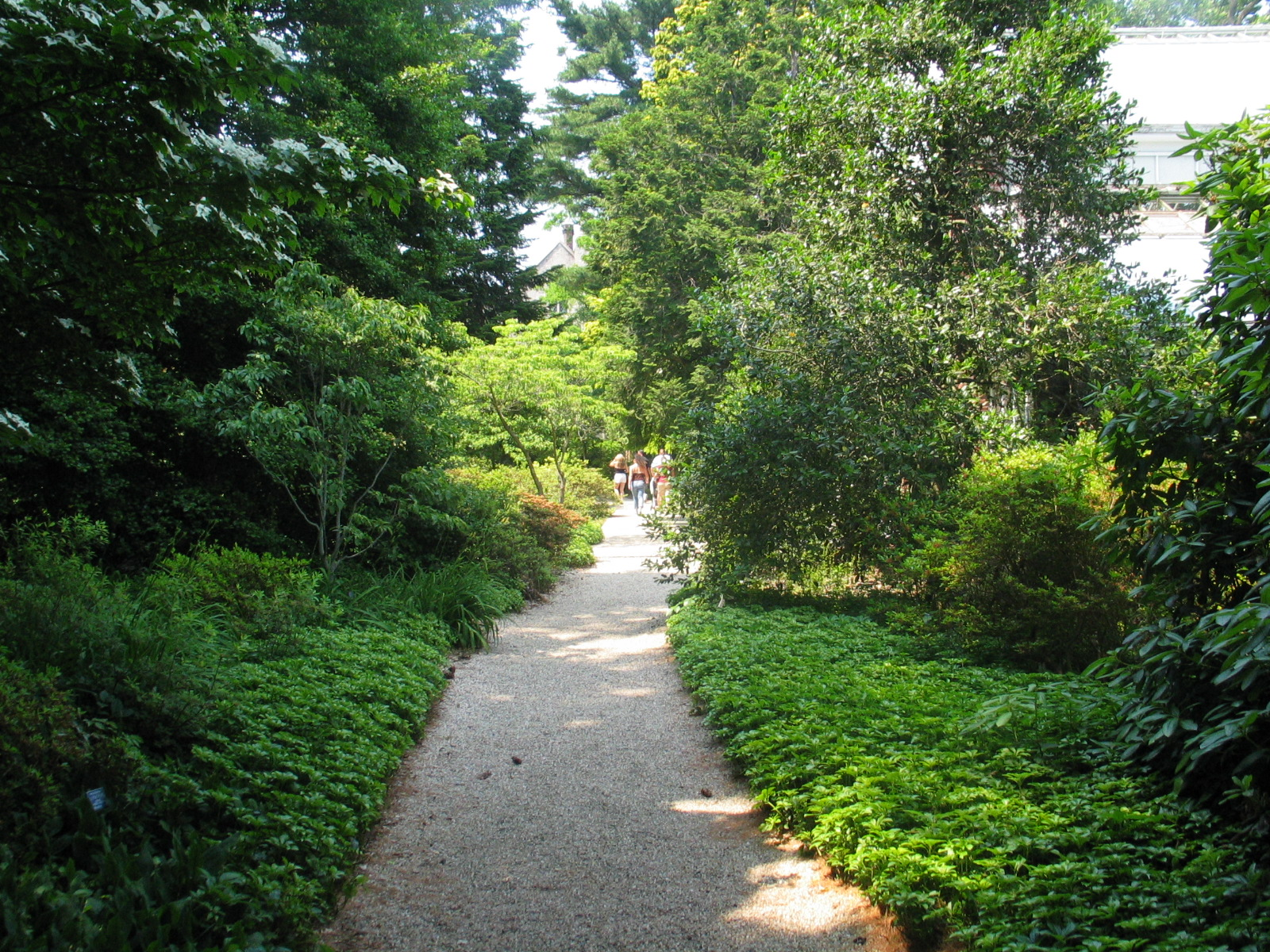
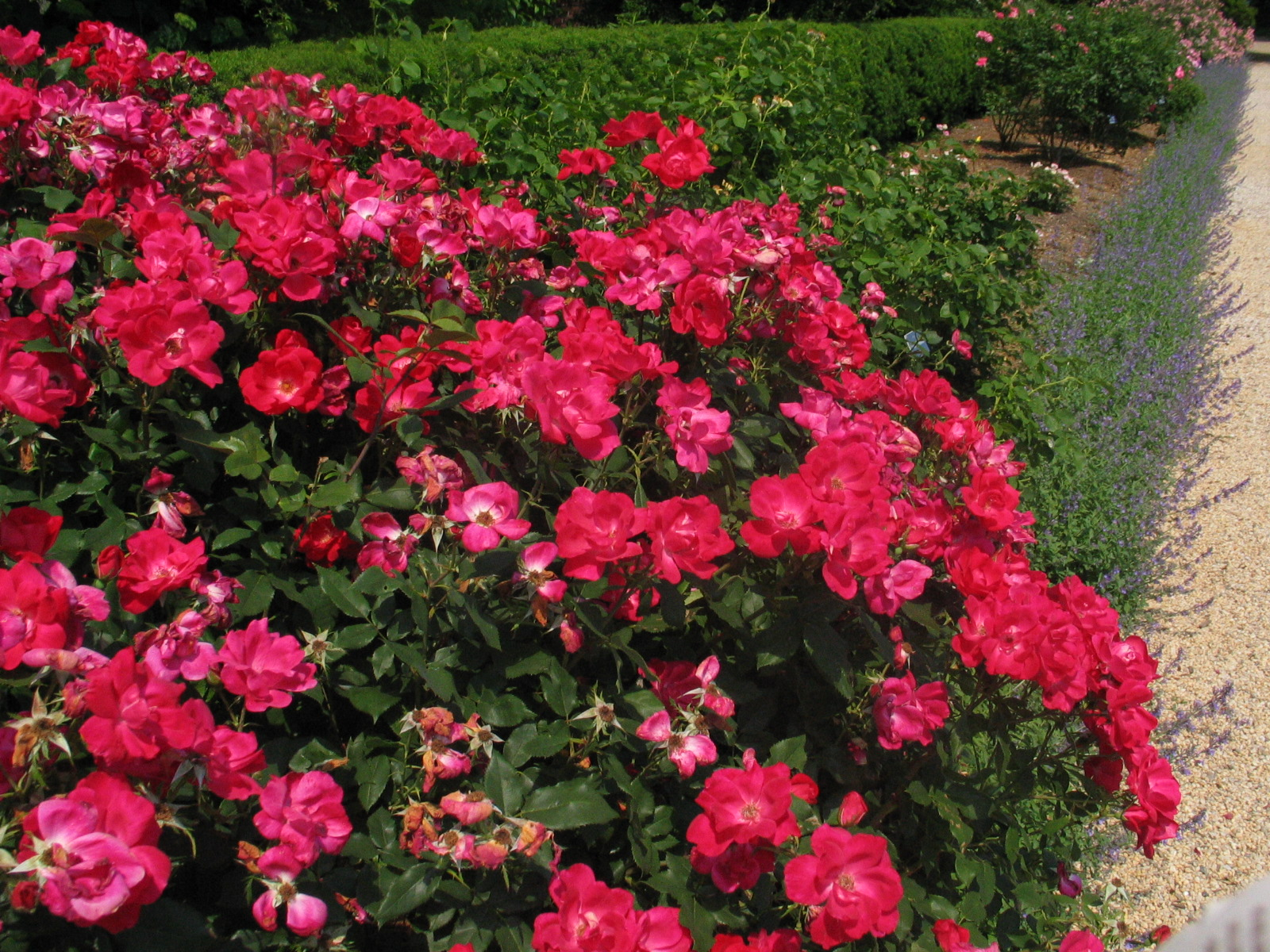